# スイラン属
スイラン属（すいらんぞく Hololeion）とはキク科の属の1つ。

## 特徴
湿地に生える多年草で、茎は高く立ち上がり、地下に匍匐茎を出す。頭花は黄色で舌状花のみからなり、上を向いて開く。東アジアに2種あるのみ。

## スイラン属の種
- スイラン H. krameri - 日本では東海地方から九州に分布する[1]。高さは0.5-1 m程で、直径3-3.5 cm程の黄色い花を9-11月に咲かせる[2][3]。細長い花がシュンランに似ている[3]。多数の都道府県でレッドリストの種の指定を受けている[4]。
- チョウセンスイラン H. maximowiczii - 日本では九州に分布する。別名が「マンシュウスイラン」。環境省により準絶滅危惧の種の指定を受けている[5]。九州の全県でレッドリストの種の指定を受けている[4]。